# 가스가이정
가스가이정(春日居町)은 야마나시현 히가시야마나시군에 설치되었던 정이다. 현재의 후에후키시에 해당한다.
중세에는 이사와 야도가 성립하여 정치·경제적 중심지로 번창하였다
2004년 10월 12일에 가스가이정을 포함한 주변 6개 정촌과 합병해 후에후키시가 성립해 같은날 이사와정은 폐지되었다.

## 역사
- 1889년 7월 1일 - 정촌제 시행과 함께 가스가이촌이 단독으로 자치체를 형성하였다.
- 1969년 10월 1일 - 가스가이촌이 정으로 승격해 가스가이정이 되었다.
- 2004년 10월 12일 -  히가시야쓰시로 군 이사와정, 미사카정, 이치노미야정, 야쓰시로정, 사카이가와촌과 합병해 후에후키시가 성립하였다. 동일 가스가이정은 폐지되었다.

## 교통

### 철도
- 동일본 여객철도 주오 본선

### 도로
- 국도 제140호선